# Klimatizacija
Klimatizacija (AC, A/C, ili air con) proces je obrade vazduha u određenom prostoru sa ciljem stvaranja odgovarajućih uslova za boravak ljudi i drugih živih bića u njemu. U širem smislu termin se može odnositi na bilo koji oblik hlađenja, grejanja, ventilacije ili dezinfekcije zarad promene u stanju vazduha. U građevinarstvu, kompletan sistem grejanja, ventilacije, hlađenja, odvlaživanja i ovlaživanja vazduha se naziva HVAC (ili kolokvijalno kanalska klimatizacija).
Klimatizacija kao grana tehnike obuhvata tehničke postupke za ostvarivanje željenih parametara vazduha, te njihovo održavanje u prostoru pomoću termotehničkih uređaja tokom čitave godine. Željeni parametri koje treba kontrolisati u optimalnim graničnim vrednostima su: temperatura, vlažnost vazduha, brzina strujanja, čistoća vazduha, nivo buke, itd. Klasični klima uređaji imaju dovođenje svežeg vazduha u prostor koji se klimatizuje, tj. uključuju i ventilaciju prostora, jer, u tehničkom smislu, uređaji koji nemaju dovod svežeg vazduha nisu klima uređaji (npr. split sistemi nisu "pravi" klima uređaji jer sem nekoliko modela nemaju mogućnost ovlaživanja niti odvlaživanja vazduha, već služe samo za grejanje i hlađenje vazduha).
Klima uređaji često koriste ventilator za distribuciju izmenjenog vazduha u trenutno zaposednut prostor, kao što je zgrada ili automobil radi poboljšanja termalnog komfora i kvaliteta vazduha u zatvorenom prostoru. Klima uređaji na bazi rashladnog fluida se kreću od malih jedinica koje mogu da ohlade malu sobu za jednu odraslu osobu, do masivnih jedinica instaliranih na krovu kancelarijskih tornjeva koje mogu da ohlade celu zgradu. Hlađenje se tipično ostvaruje pomoću grejno-rashladnog ciklusa, a ponekad se koristi i evaporacija ili tkz. slobodno hlađenje. Sistemi klimatizacije takođe mogu da budu bazirani na desikantima (hemikalijama koje uklanjaju vlagu iz vazduha) i podzemnim cevima koje mogu da distribuiraju toplotu zagrejanog rashladnog sredstva na tlo radi hlađenja.

## Namena
Klimatizacija obuhvata grejanje, hlađenje, odvlaživanje, prečišćavanje i ventilaciju vazduha.
- Grejanje: klima uređaji omogućavaju preciznu kontrolu temperature i održavanje njene konstantne vrednosti tokom cele godine bez obzira na spoljne prilike. Napredak tehnologije je omogućio razvoj klima uređaja koji mogu do greju i do -30°C što ih, zbog toga što su u principu toplotne pumpe koje troše malo a prenose veliku količinu energije čini čestim izborom grejanja na struju.
- Hlađenje: klima uređaji, omogućuju hlađenje prostorija čime se stvara prijatna atmosfera za boravak ljudi.
- Odvlaživanje: u režimu hlađenja klima uređaj može odvlaživati vazduh pružajući osećaj svežeg vazduha. Ljudskom organizmu prijaju vrednosti od 40 do 60% vlage.
- Pročišćavanje: klima uređaji mogu proizvesti svež i čist vazduh jer su opremljeni filterima koji apsorbuju prašinu i nečistoću iz vazduha.
- Ventilacija: ventilacija može biti ugrađena u klima uređaj. Ona deluje na principu da uzima zrak iz unutrašnjosti prostorije i zamenjuje ga svežim spoljnim vazduhom.

## Osnovna podela klimatizacionih uređaja prema nameni

#### Kućna klimatizacija
To su uređaji koji stvaraju temperaturne uslove za prijatan boravak ljudi. Održavaju temperaturu u proseku od 20 do 27 °C (sa standardizovanim minimumom od 16°C prilikom hlađenja i isto tako standardizovanim maksimumom od 32°C prilikom grejanja), te relativnu vlažnost od 40 do 60% uz brzinu strujanja vazduha u zoni boravka ljudi do 0,3 m/s.

#### Industrijska klimatizacija
Industrijska klimatizacija obuhvata uređaje koji stvaraju optimalne uslove za odvijanje nekog proizvodnog ili tehnološkog procesa, kao što su temperatura, vlaga, čistoća vazduha. Primenjuju se u pogonima za proizvodnju elektronskih čipova, mleka, računara, vina, šampanjca... Parametre uređaja definišu tehnologija i zahtevi proizvodnje, a ne potreba osoba koje borave u industrijskom prostoru.

## Vrste klimatizacionih uređaja
Prema vrsti sastava klimatizacioni uređaji mogu se podeliti na:
- Klimatizacioni uređaji niskog pritiska i brzina - Brzina strujanja u kanalskom razvodu iznosi 2 do 10 m/s (2-6 m/s za kućnu klimatizaciju, 6-10 m/s za industrijsku klimatizaciju). Vezan za brzinu strujanja je problem buke koju stvara vazduh strujeći kroz kanale, pogotovo pri strujanju kroz kanale velikih dimenzija. Padovi pritiska iznose od 500 do 2.000 Pa. Koriste se kod uređaja prostorne klimatizacije za prostore gde boravi veliki broj ljudi: hoteli, pozorišta, muzeji, itd.
- Klimatizacioni uređaji visokog pritiska i brzine - Brzina strujanja u kanalskom razvodu iznosi 10 do 30 m/s, uz padove pritiska od 1500 do 3.000 Pa. Kanali su najčešće kružnog preseka prvenstveno zbog krutosti spojeva. Koriste se kada je ograničena mogućnost smeštaja kanalskog razvoda, obično za urede na izlazima (anemostati – uređaji koji raspršuju mlaz u mnogo smerova i na taj način smanjuju brzinu strujanja). Još jedan konstrukcioni element je rasteretna kutija koja služi za smanjenje brzine strujanja vazduha.

Prema načinu konstrukcije klima uređaje delimo na : monoblok i split sistem .
S obzirom na složenost procesa pripreme vazduha klimatizacione uređaje delimo na;
- Ventilacioni uređaji - osim dovođenja svežeg vazduha mogu obaviti 1 od 4 termodinamička procesa pripreme vazduha, najčešće grejanje ili hlađenje.
- Uređaji delimične klimatizacije - osim dovođenja svežeg vazduha mogu obaviti još 2 ili 3 termodinamička procesa pripreme vazduha, najčešće grejanje, hlađenje. i odvlaživanje.
- Uređaji klimatizacije - osim dovoda svežeg vazduha, mogu ostvariti sva 4 osnovna termodinamička procesa pripreme vazduha. Oni se temelje na proceni mogućnosti uređaja da tokom pogona ostvari 4 termodinamička procesa pripreme vazduha: grejanje, hlađenje, ovlaživanje, odvlaživanje.
- Toplotna pumpa: U zapadnim zemljama podrazumeva tri osnovna tipa: vazduh-vazduh, vazduh-voda i voda-voda dok se na srpskom govornom području toplotne pumpe vazduh-vazduh nazivaju klima uređajima pa su pod terminom "toplotna pumpa" obuhvaćena samo zadnja dva tipa. Velika većina kućnih split sistema, koji su najpopularniji vid klimatizacije u Evropi spada u ovu kategoriju.

Većina kućnih klima uređaja na teritoriji Srbije su toplotne pumpe vazduh-vazduh.

## Projektovanje klimatizacije
Osnovni kriterijumi za izbor klimatizacionih uređaja su: funkcionalnost, toplotni i rashladni učinak, mogućnost smeštaja u prostoru, investicioni troškovi, trošak pogona, pouzdanost pogona, fleksibilnost uređaja i mogućnost održavanja.
Između navedenih kriterijuma uspostavlja se međusobna veza, a projektant u dogovoru s investitorom određuje koje je najpogodnije rešenje za klimatizaciju određenog prostora.
Za klimatizaciju stambenih i poslovnih prostora projektuju se instalacije u obliku cevovoda gde se minimizuju gubici u mreži i optimizuju parametri kao što su pritisak, brzina protoka fluida, temperatura i vlažnost.
Za stanove i kuće česti su i beskanalni split-sistemi, pogotovo u zemljama poput Srbije gde su kanalni sistemi ograničeni na veće zgrade. Ovakvi uređaji troše manje nego kanalni sistemi ali im je mana ta što je hlađenje i grejanje ograničeno na jednu prostoriju. Ovo se prevazilazi multi-split sistemima gde se na jednu spoljnu jedinicu velikog kapaciteta vezuje više unutrašnjih jedinica, svaka na zasebni komplet cevi.

## Toplotne pumpe
Toplotna pumpa omogućava da se toplota iz okoline iskorištava za grejanje zatvorenog prostora. Toplotu iz tla preuzima medijum koji kruži podzemnim cevima. Ovako zagrejan medijum stiže u toplotnu pumpu gde predaje toplotu drugom gasovitom medijumu u isparivaču. Ovaj se zagreva, raste mu pritisak, ali kompresor ga pretvara u tečno stanje pri čemu se dodatno podiže temperatura (npr. sa 3° - 7°C na 50° ili 70 °). Ovako zagrejan medijum se odvodi cevima do izmenjivača u velikom spremniku gde toplotu predaje vodi (ili drugom medijumu - npr. cevima podnog grejanja). Pritom se hladi i povratnim vodom vraća u toplotnu pumpu. Kako je ceo sistem pod pritiskom koji u pojedinim koracima procesa doseže i 15 bara, ovaj ohlađeni medijum se propušta kroz ekspanzijski ventil, nakon čega se širenjem naglo hladi (i do -3 °) i ulazi u isparivač. Zbog velike temperaturne razlike između medijuma zagrejanog toplotom tla (8° - 12 °) i ohlađenog gasovitog medijuma, u isparivaču toplota naglo prelazi na gasoviti medijum i zagrejava ga npr. do + 3 ° pri čemu se u gasu podiže pritisak. Ovo se ponavlja stalno u krug.

## Literatura
- Yunus A. Cengel and Michael A. Boles (2008). Thermodynamics: An Engineering Approach (6th изд.). McGraw-Hill. ISBN 978-0-07-352921-9.
- IPCC (2013).  Stocker, T. F.; Qin, D.; Plattner, G.-K.; Tignor, M.;  ., ур. Climate Change 2013: The Physical Science Basis (PDF). Contribution of Working Group I to the Fifth Assessment Report of the Intergovernmental Panel on Climate Change. Cambridge, United Kingdom and New York, NY, USA: Cambridge University Press. ISBN 978-1-107-05799-9.
- Myhre, G.; Shindell, D.; Bréon, F.-M.; Collins, W.;  . (2013). „Chapter 8: Anthropogenic and Natural Radiative Forcing” (PDF). Climate Change 2013: The Physical Science Basis. Contribution of Working Group I to the Fifth Assessment Report of the Intergovernmental Panel on Climate Change. стр. 659—740.
- IPCC (2018).  Masson-Delmotte, V.; Zhai, P.; Pörtner, H.-O.; Roberts, D.;  ., ур. Global Warming of 1.5°C. An IPCC Special Report on the impacts of global warming of 1.5°C above pre-industrial levels and related global greenhouse gas emission pathways, in the context of strengthening the global response to the threat of climate change, sustainable development, and efforts to eradicate poverty (PDF). Intergovernmental Panel on Climate Change.
- Rogelj, J.; Shindell, D.; Jiang, K.; Fifta, S.;  . (2018). „Chapter 2: Mitigation Pathways Compatible with 1.5°C in the Context of Sustainable Development” (PDF). IPCC SR15 2018. стр. 93—174.
- IPCC (2022).  Shula, P. R.; Skea, J.; Slade, R.; Al Khourdajie, A.;  ., ур. Climate Change 2022: Mitigation of Climate Change (PDF). Contribution of Working Group III to the Sixth Assessment Report of the Intergovernmental Panel on Climate Change. Cambridge, UK and New York, NY, USA: Cambridge University Press (In Press). Архивирано из оригинала (PDF) 04. 04. 2022. г. Приступљено 27. 06. 2023.
- IPCC (2022). „Industry” (PDF). IPCC AR6 WG3 2022.
- „High GWP refrigerants”. California Air Resources Board. Приступљено 13. 2. 2022.
- „Tracking Power 2021”. International Energy Agency. Приступљено 22. 2. 2022.
- „The GWP value of refrigerants and its importance for operators”. Infraserv höchst. Приступљено 20. 2. 2022.
- Quaschning, Volker. „Specific Carbon Dioxide Emissions of Various Fuels”. Приступљено 22. 2. 2022.

## Spoljašnje veze
- Ko je izmislio klima-uređaj („Večernje novosti“, 26. jul 2015)
- Air Handling Units CFD Simulation на веб-сајту
- U.S. Patent 808.897 Carrier's original patent
- U.S. Patent 1.172.429
- U.S. Patent 2.363.294